# Paul Ziemiak
Paul Ziemiak (Szczecin, Polonia, 6 de septiembre de 1985 como Paweł Ziemiak) es un político alemán que fue Secretario General de la Unión Democrática Cristiana de Alemania (CDU) entre el 8 de diciembre de 2018 y el 22 de enero de 2022, bajo el mando de Annegret Kramp-Karrenbauer y Armin Laschet. Es parlamentario en el  Bundestag.
Entre 2014 y 2018, Ziemiak fue presidente federal de la Junge Union Deutschlands, cargo con el que perteneció a la ejecutiva de la CDU bajo la dirección de Angela Merkel. Desde la elección federal de 2017 es parlamentario en el Budestag por la CDU.

## Carrera y primeros años
Ziemiak nació en Szczecin, Polonia pero emigró a la entonces Alemania Federal en 1988 con sus padres para huir de la Polonia Comunista y el Bloque del Este. Los Ziemiak formaron parte de los aprox. 140,000 ciudadanos polacos que llegaron a Alemania ese año, poco antes de la Caída de Comunismo. Reclamando ascendencia alemana obtuvieron la ciudadanía alemana gracias a la ley del derecho de retorno y vivieron durante un año en un campamento de refugiados en Massen junto a los solicitadores de asilo del Este. Ziemiak ha afirmado que la policía visitaba de forma frecuente el edificio y que entablaron amistad con una familia de gitanos que también vivían ahí. Después de ese año se asentaron de forma permanente en Iserlohn. Sus padres fueron doctores en Polonia, pero sus cualificaciones no fueron reconocidas en la Alemania Federal y tuvieron que ganarse la calificación de nuevo antes de obtener sus licencias alemanas y encontrar trabajo. Ziemiak creció en una casa bilingüe, con padres que eran hablantes nativos del polaco y que también hablaban alemán como lengua extranjera. Ha afirmado que la familia era culturalmente polaco y que Alemania sólo gradualmente se convirtió en su nueva casa.
Después de que graduación Ziemiak estudió Derecho en la Universidad de Osnabrück y en la Universidad de Münster pero suspendió el primer examen legal en ambos intentos. Entonces se matriculó en la Escuela de Negocios y Tecnología de la Información en Iserlohn para estudiar comunicaciones corporativas.
Desde 2005 Ziemiak ha sido miembro de la fraternidad católica AV Widukind Osnabrück dentro del Cartellverband. Además, es miembro de la fraternidad estudiantil católica KDStV Winfridia (Breslau) Münster.

## Carrera política
Ziemiak se afilió a la Unión de los Jóvenes en 1998 y en 2001 en la CDU. Entre 1999 y 2001 fue el primer presidente del entonces recién fundado Parlamento de los Niños y la Juventud de Iserlohn. En 2002  devenga un miembro  del consejo de distrito del Junge Unión en el distrito de La Marck. En 2006  esté elegido al tablero estatal del JU NRW. En 2007  devenga un miembro  del tablero estatal ejecutivo. En 2009  tome sobre el liderazgo de la asociación de distrito del Junge Unión Südwestfalen (Del sur Westphalia). Desde entonces 2011  ha sido sirviendo tan presidente del CDU Iserlohn y miembro del tablero del CDU grupo parlamentario en el consejo de la ciudad Iserlohn. Además, es miembro del distrito comité ejecutivo del CDU Südwestfalen.

### Presidente de la Unión de los Jóvenes, 2012–2018
El 25 de noviembre de 2012 Ziemiak fue elegido presidente estatal de la Junge Union NRW y mantuvo el cargo hasta el 15 de noviembre de 2014. En 2014 ganó la votación para la presidencia del Junge Union frente a Benedict Pöttering y ganado con un 63 de votos en su favor. Fue la primera votación entre varios candidatos para este puesto desde 1973. Ziemiak se convirtió así en miembro de la ejectiva federal de la CDU reemplazando a Philipp Missfelder, quién no se presentó para renovar su mandato. El 14 de octubre de 2016 Ziemiak fue reelegido Presidente Federal elegido con un 85 por ciento del voto. 
En febrero de 2017, Ziemiak fue miembro de la 16.ª Asamblea Federal para la elección del Presidente Federal. 
Además de su carrera política, Ziemiak trabajó con la asesoría PricewaterhouseCoopers hasta que entró en el parlamento.

### Parlamentario, 2017–presente
En la elección federal de 2017, Ziemiak se postuló como sucesor de Ingrid Fischbach en el distrito electoral de Herne @– Bochum II, pero perdió frente a Michelle Müntefering (SPD). No obstante consiguió su escaño en el Bundestag gracias a la lista de partido estatal.
En el parlamento, Ziemiak sirvió en el Comité de Asuntos Exteriores entre 2018 y 2021 antes de formar parte en el Comité de Cooperación Económica y Desarrollo.
En las negociaciones para formar un cuarto gobierno de coalición bajo la jefatura de la canciller Angela Merkel tras las elecciones federales de 2017, Ziemiak formó parte del grupo de trabajo sobre familias, mujeres, tercera edad y juventud, dirigido por Annette Widmann-Mauz, Angelika Niebler y Katarina Cebada.

### Secretario General de la CDU 2018–2022
La nueva dirigente de la CDU Annegret Kramp-Karrenbauer nominó a Ziemiak el 8 de diciembre de 2018 como Secretario General. Fue elegido ese mismo día con un 63 por ciento de votos a favor de los delegados, si bien fue candidato único para el puesto. Entonces el nombramiento de Ziemiak fue interpretado como una señal de Kramp-Karrenbauer para contentar al ala más conservativa del partido representada por sus adversarios Friedrich Merz y Jens Spahn.
Durante la pandemia de COVID-19 en Alemania, Ziemiak copresidió en 2021 –junto a Silvia Breher, Tobias Hans, Hendrik Hoppenstedt e Yvonne Magwas– la primera convención nacional en formato digital de la historia de CDU.

## Cargos políticos
Dentro de la CDU Ziemiak representa el ala más conservadora del partido. Por ejemplo, ha declarado estar en contra de la revisión de párrafo de ley criminal alemán 219a, el cual prohíbe anuncios públicos sobre procedimientos de aborto.

## Otras actividades

### Direcciones corporativas
- Bädergesellschaft Iserlohn mbH, miembro de la Junta Directiva
- Energie AG, miembro de la Junta Directiva
- Stadtwerke Iserlohn GmbH, miembro de la Junta Directiva

### Organizaciones sin ánimo de lucro
- Konrad Adenauer Fundación (KAS), miembro[18]